# 葛萊美獎最佳流行歌手
葛萊美獎最佳流行歌手（Grammy Award for Best Pop Solo Performance）是葛萊美獎的一個獎項，頒發給年度高品質的流行樂單曲與歌手（單人）。
流行類在葛萊美獎中原本有三個獎項：最佳流行男歌手、最佳流行女歌手以及最佳流行樂器演奏，在2012年的第54屆葛萊美獎統一為目前的最佳流行歌手獎。

## 得獎者
- 第54屆（2012）：愛黛兒 – Someone like You
- 第55屆（2013）：愛黛兒 – Set Fire to the Rain
- 第56屆（2014）：蘿兒 – Royals
- 第57屆（2015）：菲瑞·威廉斯 – Happy
- 第58屆（2016）：紅髮艾德 – Thinking Out Loud
- 第59屆（2017）：愛黛兒 – Hello
- 第60屆（2018）：紅髮艾德 – Shape of You
- 第61屆（2019）：女神卡卡 – Joanne
- 第62屆（2020）：麗珠 – Truth Hurts
- 第63屆（2021）：哈利·斯泰爾斯 – Watermelon Sugar
- 第64屆（2022）：奧莉維亞·羅德里戈 – Drivers License
- 第65屆（2023）：愛黛兒 – Easy on Me
- 第66屆（2024）：麥莉·希拉 – Flowers[2]